# József Koppold
József (Josef) Koppold (* 1799 in Temeswar, Königreich Ungarn, Habsburgermonarchie; † 29. Dezember 1871 in Újbesenyő, Österreich-Ungarn) war ein banatschwäbischer römisch-katholischer Pfarrer und Malerdilettant.

## Leben
Koppold bildete sich als Autodidakt in Temeswar zum Maler. Studienreisen führten ihn nach München und Düsseldorf. Er malte Obststillleben und Porträts, hauptsächlich aber Heiligenbilder für zahlreiche Dorfkirchen im Komitat Csanád.